# Scarus psittacus
Scarus psittacus là một loài cá biển thuộc chi Scarus trong họ Cá mó. Loài này được mô tả lần đầu tiên vào năm 1775.

## Từ nguyên
Từ định danh của loài trong tiếng Latinh có nghĩa là "vẹt", không rõ hàm ý, có lẽ đề cập đến bộ răng hợp nhất tạo thành những phiến răng giống mỏ của chim vẹt (hoặc có màu sắc sặc sỡ như vẹt).

## Phạm vi phân bố và môi trường sống
Từ Biển Đỏ, vịnh Ba Tư và bờ biển phía nam bán đảo Ả Rập, S. psittacus được ghi nhận trải dài dọc theo bờ biển Đông Phi đến vịnh Sodwana (Nam Phi), bao gồm Madagascar và hầu hết các đảo quốc thuộc Ấn Độ Dương, cũng như bờ biển phía nam Ấn Độ và Tây Úc.
Từ Nha Trang (Việt Nam), phạm vi của S. psittacus trải dài đến hầu hết vùng biển các nước Đông Nam Á hải đảo; ngược lên phía bắc đến vùng biển phía nam Nhật Bản; mở rộng phạm vi sang phía đông đến nhiều đảo quốc và quần đảo thuộc châu Đại Dương (bao gồm cả quần đảo Hawaii), xa nhất là đến quần đảo Marquises, Tuamotu và đảo Rapa Iti; giới hạn phía nam đến đảo Lord Howe (Úc).
Môi trường sống của S. psittacus là các bãi đá ngầm, rạn san hô viền bờ và rạn san hô trong các đầm phá ở độ sâu đến ít nhất là 30 m.

## Phân loại học
Kết quả phân tích phát sinh loài, phân bố địa lý và di truyền học quần thể cho thấy S. psittacus bao gồm một quần thể trung tâm (Trung Ấn-Thái Dương), chiếm giữ một phạm vi trải dài từ Tây Úc đến Tahiti, và bốn quần thể ngoại vi được ghi nhận tại quần đảo Cocos (Keeling) (khác biệt với quần thể trung tâm); quần đảo Hawaii và quần đảo Marquises (đại diện cho khu vực Đông Ấn-Thái Dương); Seychelles (đại diện cho khu vực Tây Ấn-Thái Dương).

## Mô tả
S. psittacus có chiều dài cơ thể tối đa được biết đến là 34 cm. Vây đuôi của cá đực lõm sâu hơn ở cá cái, tạo thành hình lưỡi liềm. Cá đực và cá cái thường có răng nanh ở phía sau phiến răng của hàm trên, riêng cá đực còn có thể có răng nanh ở hàm dưới.
Cá cái màu nâu đỏ hoặc nâu xám, phớt màu cam ở ngực và bụng, vùng mõm nhạt hơn đầu. Có đốn đen ở gốc vây ngực và một đốm nâu sẫm ở màng vây lưng thứ nhất. Cá đực có màu xanh lục với các vạch màu hồng cam trên vảy. Mõm có màu tím. Bao quanh miệng là một dải màu xanh lam, kéo dài thành một vệt sọc ra sau, nằm dưới mắt; trên cằm và sau mắt cũng có các vệt sọc cùng màu. Phiến răng màu trắng. Vây lưng và vây hậu môn cùng hai thùy đuôi có viền xanh lam; thường có màu vàng ở cuống đuôi.
Số gai vây lưng: 9; Số tia vây ở vây lưng: 10; Số gai vây hậu môn: 3; Số tia vây ở vây hậu môn: 9; Số tia vây ở vây ngực: 14–15.

## Sinh thái học
Thức ăn của S. psittacus chủ yếu là tảo. Loài này có xu hướng hợp thành những nhóm nhỏ (thường là cá cái), cũng có khi lẫn vào đàn của những loài cá khác. Tuổi thọ tối đa được ghi nhận ở loài này là 5 năm tuổi.
Loài này được đánh bắt để làm thực phẩm và chủ yếu được tiêu thụ tại địa phương.